# Red Barnet Ungdom
Red Barnet Ungdom er en selvstændig organisation med tilknytning til Red Barnet.
Red Barnet Ungdom blev oprettet i 2003 og arbejder med udgangspunkt i Børnekonventionen for børn og unges rettigheder og for at forberede vilkårene for børn og unge i Danmark.
Organisationen arbejder blandt andet med asylcenteraktiviteter, ungdomsklubber, mentorordninger og lektiehjælp.
Red Barnet Ungdom blev grundlagt den 5. april 2003 med opbakning fra Mimi Jakobsen, som var Red Barnets daværende generalsekretær. Red Barnet Ungdom er en selvstændig ungdomsorganisation med tæt tilknytning til Red Barnet.
Organisationens unge frivillige driver talrige projektaktiviteter over hele landet, understøttet af et professionelt sekretariat, inden for blandt andet lektiehjælp, fritidsaktiviteter på asylcentre, antimobning ud fra et ung-med-yngre princip. Red Barnet Ungdom er en medlemsorganisation med et aktivt medlemsdemokrati. Alle frivillige og medlemmer har ret til at blive hørt og inddraget i organisationens beslutninger. For at være valgbar til organisationens ledende organer skal man være under 30 år.

## Priser og udmærkelser
Flere af Red Barnet Ungdoms lokalforeninger og dets frivillige har fået tildelt priser i forbindelse med organisationens indsatser for sårbare børn i Danmark. I 2014 fik Red Barnet Ungdoms lokalforening i Randers tildelt Dansk Ungdoms Fællesråds Foreningspris  for at have oplyst hundredvis af skolebørn om mobning, og i 2018 fik frivillige fra Red Barnet Ungdoms lokalforening i Roskilde tildelt Roskilde Kommunes integrationspris. Lokalforeningen i Roskilde er desuden tidligere blevet tildelt en pris af Roskilde Festivalen for dets arbejde for sårbare børn i Roskilde Kommune . I 2019 fik Red Barnet Ungdoms frivillige på Udrejsecenter Sjælsmark tildelt Jørn Møllers Legepris af Gerlev Idrætshøjskole. Med prisen medfulgte 10.000 kroner, som gik til Red Barnet Ungdoms aktiviteter for børnene på Sjælsmark .

## Formål, mission og vision
Red Barnet Ungdom arbejder med afsæt i FN's konvention om barnets rettigheder for udbredelse af kendskabet til børns rettigheder.
Organisationen har omkring 4.000 medlemmer, der direkte via frivilligt engagement eller indirekte via støttemedlemskaber arbejder for børns ret til uddannelse, børns ret til fritid, børns ret til deltagelse og børns ret til ikke at blive diskrimineret.
Et centralt element i Red Barnet Ungdoms frivillige indsats er børns ret til deltagelse, hvorfor organisationen arbejder målrettet og bevidst ud fra en rettighedsbaseret arbejdsmetode forankret i værdierne anerkendelse, inddragelse, engagement og ansvarlighed.
Red Barnet Ungdoms vision er en børnevenlig verden, hvor børn og unges rettigheder bliver taget alvorligt.
Red Barnet Ungdoms mission er at styrke børn og unges livsglæde og trivsel gennem positive forandringer i det enkelte barns liv og at sikre børn og unges stemme i samfundet.
Organisationens formål er:
- At styrke alle børn og unges tiltro til sig selv via fællesskaber og relationer mellem børn, unge, frivillige og andre.
- At alle børn og unge bliver hørt og har indflydelse på de beslutninger, der vedrører dem.
- At alle børn og unges rettigheder i henhold til Børnekonventionen anerkendes og respekteres.